# Anya Hoffmann
Anya Hoffmann (* 1965) ist eine deutsche Filmschauspielerin. 

## Leben
In den 1990er-Jahren war sie in mehreren erfolgreichen deutschen Filmproduktionen zu sehen, darunter Sönke Wortmanns Der bewegte Mann (1994) und Doris Dörries Keiner liebt mich (1994). In Das Superweib und Charley’s Tante war sie 1996 an der Seite von Thomas Heinze zu sehen. Im Doku-Drama Todesspiel verkörperte sie 1997 Gudrun Ensslin. Im selben Jahr spielte sie in Die drei Mädels von der Tankstelle als „Nick“ und in Das Urteil als „Christiane“. Ab 1999 spielte sie als „Ulrike“ in der Serie Tanja.
In den 2000er-Jahren spielte sie Rollen in Lammbock – Alles in Handarbeit (2001), Maria an Callas (2006) und Die Wilden Hühner (2006) als „Melanies Mutter“ und auch bei dessen Fortsetzung. Daneben wirkte sie in der Fernsehserie Alles was zählt mit.

## Filmografie (Auswahl)
- 1994: Der bewegte Mann
- 1994: Keiner liebt mich
- 1996: Das Superweib
- 1996: Charley’s Tante (Fernsehfilm)
- 1997: Die drei Mädels von der Tankstelle
- 1997: Todesspiel
- 1997: Das Urteil (Fernsehfilm)
- 1998: Der Campus
- 1998: McCinsey’s Island – Ein tierisches Duo (McCinsey’s Island)
- 1999–2000: Tanja (Fernsehserie, 11 Folgen)
- 2001: Lammbock – Alles in Handarbeit
- 2003: Broti & Pacek – Irgendwas ist immer (Fernsehserie, 1 Folge)
- 2006: Die Wilden Hühner
- 2006: SOKO Kitzbühel (Fernsehserie, 1 Folge)
- 2006: Maria an Callas
- 2006: Alles was zählt (Fernsehserie, 5 Folgen)
- 2007: Die Wilden Hühner und die Liebe
- 2011: Alarm für Cobra 11 – Die Autobahnpolizei (Fernsehserie, 1 Folge)